# コネクサスモバイルアライアンス
コネクサス・モバイル・アライアンスとは2006年4月に結成した、アジア・太平洋地域最大級の携帯電話事業者のアライアンス。

## 概要
日本ではNTTドコモが加入し、11社により13の国と地域において約2億4千万人の契約者をカバー、国際ローミングおよび多国籍企業向けサービスの分野での提携を実施している。2008年3月には提携7社他において、安価な国際データ通信のローミングプランを発表した。WORLD WINGのパケット代が一日ごとに12万パケットまで2000円というものである。KTFとはHSDPAの提携においてA2502 HIGH-SPEEDやL706ieなどを共同調達している。さらにコネクサスによるHTC製端末の共同購入の話などもあがっている。
その後国際ローミング時のパケット使いホーダイ的なサービスである、海外パケ・ホーダイ対象キャリアもコネクサスモバイルアライアンスのキャリアが含まれている。
海外プラスナンバー
2009年3月からはKTF（現・KT）と共同開発した海外プラスナンバー（韓国）というサービスが始まった。これは、通常のWORLD WING対応の携帯電話を使い、韓国内でKTF（現・KT）の携帯電話番号で通話ができるサービスである。1つのSIMカードで2つのキャリアの電話番号が利用できる、日本では初めてのサービスである（香港と中国の番号が1枚になったサービスが既に存在する）。

## 加盟企業
2011年5月時点
- 日本
  - NTTドコモ
- インド
  - BSNL（英語版）
  - MTNL（英語版）
- 台湾
  - 遠伝電信（FET）
- 香港 マカオ
  - ハチソンテレコム（英語版）
- 韓国
  - KT
- インドネシア
  - インドサット（英語版）
- フィリピン
  - スマート・コミュニケーションズ（英語版）
- シンガポール
  - スターハブ（英語版）
- タイ
  - トゥルームーブ（英語版）
- ベトナム
  - ビナフォン（英語版）